# Чернокоремна риба
Чернокоремните риби (Helicolenus dactylopterus) са вид актиноптери от семейство Скорпенови (Scorpaenidae).
Те са незастрашен вид.
Таксонът е описан за пръв път от Франсоа-Етиен дьо Ла Рош през 1809 година.

## Подвидове
- Helicolenus dactylopterus dactylopterus
- Helicolenus dactylopterus lahillei